# Paisaje protegido de Las Cumbres
El paisaje protegido de Las Cumbres es un espacio natural protegido que comprende la franja de mayor altitud de la isla de Gran Canaria (Canarias, España), repartido entre los términos municipales de Santa María de Guía, Moya, Artenara, Valleseco, Gáldar, Valsequillo, Tejeda y San Mateo. Está protegido con la categoría de paisaje protegido,
incluyendo parte del Paisaje cultural del Risco Caído y montañas sagradas de Gran Canaria, nombrado Patrimonio Mundial de la UNESCO el 7 de julio de 2019.

## Descripción
Este paisaje protegido ocupa las mayores altitudes de la isla de Gran Canaria y conforma un arco orientado de noroeste a sureste desde los lomos de Fagajesto (Gáldar) hasta la zona de Los Pechos (San Mateo) y la Caldera de los Marteles (Valsequillo), estando la mayor parte de su cota por encima de los mil metros, ocupando un área de 4329 ha.
Reúne numerosos hitos geológicos y geomorfológicos de gran interés como el Montañón Negro, la Caldera de los Pinos de Gáldar, Los Moriscos, el Pico de las Nieves o la Cruz del Saucillo, con una orografía abrupta y grandes diferencias altitudinales en poco espacio. Ocupa las cabeceras de los barrancos y cuencas hídricas más importantes de la isla, participando del mantenimiento de los procesos ecológicos de la captación de aguas con numerosas presas diseminadas.
También es de destacar la presencia de neveros o pozos de nieve en el entorno del Pico de las Nieves. Al ser la zona de máxima altitud de la isla, se construyó durante el siglo XVII el Pozo de los Canónigos, de 10 m de ancho por 20 m de profundidad, para captar las nieves caídas frecuentemente en invierno y usarlas para fines medicamentosos y alimentarios.
En este espacio protegido encontramos además numerosas especies endémicas, algunas amenazadas, encontrándose el mismo en el polígono de repoblación obligatoria al ser, en su mayor parte, montes del Cabildo y particulares consorciados. Aquí se halla el Monte de Utilidad Pública de "Cortijo de las Mesas".
Está incluido en la Red Canaria de Espacios Naturales Protegidos y en la Red Natura 2000 con dos Zonas Especiales de Conservación (ZEC): el Barranco de la Virgen y la Hoya del Gamonal.

## Geología
En este espacio se localizan las cabeceras de los barrancos más importantes del norte y noreste de la isla, con tres unidades morfoestructurales: al noroeste, al sur, y un corredor que enlaza ambas, la Degollada de la Cruz de Tejeda.
El sector NO culmina en Los Moriscos (1771 m s. n. m.), y es donde se localiza uno de los conjuntos volcánicos más recientes de Gran Canaria: el Montañón Negro y la Caldera de los Pinos de Gáldar, ambos con unos tres mil años de antigüedad. Mientras que el sector sur coincide con la Cumbre Central de la isla, alcanzándose la segunda mayor altitud de la isla, antes considerada la primera, el Pico de las Nieves (1948 m s. n. m.), con cuatro sectores diferenciados como el Cortijo del Nublo, los Cortijos de Huertas y de los Hornos, el Cortijo de Pargana y la Cumbre de Cuevas Blancas.
Los materiales más antiguos corresponden al Ciclo Roque Nublo, tanto con emisiones lávicas como de brechas volcánicas Roque Nublo, con extensos mantos que se extienden radialmente desde la zona central de la isla. En la última fase de este ciclo aparecen domos endógenos de dirección NO-SE, destacando la Montaña de Artenara, los pitones de Fontanales y Lanzarote, la Cruz del Saucillo y el Roque del Saucillo (1709 m s. n. m.). 
Los materiales correspondientes al Ciclo Post Roque Nublo representan algo más de las dos terceras partes del área protegida, siendo en general apilamientos lávicos, con conos de tefra de alineación NNO-SSE, estrombolianos constituidos por lapillis, escorias y bombas. 
Del Ciclo Reciente destacan los conos de Alto de las Arenas, El Salado, La Vinculación, la Caldera de Fagajesto (depresión circular de tipo "maar"), la Caldera de los Pinos de Gáldar en la cabecera del barranquillo de Fontanales, el Montañón Negro de perfil cónico y cráter orientado al NE, y La Caldereta, situada al sur de Lanzarote (Valleseco), con al menos tres cráteres que canalizaron por el barranco de Valleseco.

## Flora
Las dos ZEC que se encuentran en el paisaje protegido (Barranco de la Virgen y Hoya del Gamonal) fueron concedidas por ser hábitat del helecho píjara (Woodwardia radicans), el saúco (Sambucus nigra spp. palmensis); y de hábitats de interés comunitario como brezales secos macaronésicos endémicos y bosques de laureles macaronésicos.
Además, se suman dos Zonas de Interés Florístico: la Hoya del Gamonal y el Barranco del Andén. La primera es una zona de escarpes con endemismos grancanarios como la flor de mayo leñosa (Pericallis hadrosoma), la estrella dorada (Aichryson porphyrogennetos), entre otros. La segunda zona, en las cabeceras de los barrancos del Andén y Las Longueras, con relictos de laurisilva y fayal-brezal, con matorral de retama amarilla (Teline microphylla), codesar (Chamaecytisus proliferus) y rupícolas como pastel de risco (Greenovia aurea), góngaro flor de piedra (Aeonium simsii), entre otras.
Otros endemismos son la salviablanca de Doramas (Sideritis discolor), la margarita plateada (Gonospermum ptarmiciflorum), la fistulera de Gran Canaria (Scrophularia calliantha), con numerosos endemismos de las familias Crassulaceae y Fabaceae. Endemismos macaronésicos podemos destacar especies típicas del monteverde en el área del barranco de la Virgen-El Andén como el laurel o loro (Laurus novocanariensis), el barbusano (Apollonias barbujana), el tilo (Ocotea foetens), muy esporádico, el mocán (Visnea mocanera), la faya (Myrica faya), el brezo (Erica arborea), la bencomia de monte (Bencomia caudata), el taginaste azul de Gran Canaria (Echium callithyrsum), poleo de pinar (Bystropogon origanifolius), el granadillo (Hypericum canariense). Perviviendo en otras zonas con especies del monteverde como helechales (Pteridium aquilinum), la cruzadilla (Hypericum reflexum), el balillo (Sonchus leptocephalus), entre otros.
En general, las cumbres se caracterizan por plantaciones de pinos (Pinus canariensis, P. radiata y ejemplares aislados de P. halepensis y P. pinea), matorrales de retama amarilla, codesos (Adenocarpus foliolosus) y escobones junto a plantaciones de castaños (Castanea sativa). 
En el área NO del espacio, predominan los herbazales con sotobosque de las plantaciones de pino canario, junto a codesares, escobonales y matorrales de incienso (Artemisia thuscula) y pinillo (Plantago arborescens), siendo el sector cumbrero de esta área, hasta los Riscos de Chapín, cubierto de retamares amarillos junto al tomillo de Bentham (Micromeria benthamii), la magarza de cumbre (Argyranthemum adauctum), el alhelí de cumbre (Erysimum scoparium), la salvia canaria (Salvia canariensis) y rupícolas como el bejeque rosado (Aeonium percarneum), el pastel de risco y la presencia testimonial de sauces canarios (Salix canariensis) junto a zarzales (Rubus ulmifolius) en el fondo de los barrancos.
La zona central del paisaje protegido, aparte de los vestigios del monteverde asociados al barranco de la Virgen y aledaños, nos encontramos en zonas más altas con retamares y herbazales de hierba turmera (Tuberaria guttata), cardo común (Galactites tomentosa), palomina (Echium plantagineum) y helecheras con trébol subterráneo (Trifolium subterraneum). Hacia las estribaciones inferiores de esta área en las cabeceras del barranco de Guiniguada y la Caldera de Tenteniguada, encontramos pastizales, codesares, escobonales y la tabaiba amarga (Euphorbia regis-jubae), entre otras.
A partir de los 1500 m s. n. m. destacamos la salviablanca de cumbre (Sideritis dasygnaphala), alhelíes, magarzas de cumbre, tomillos (Micromeria lanata y M. benthamii), cañahejas (Ferula linkii), el góngaro flor de piedra, el cerrajón de monte (Sonchus acaulis) y en general, las repoblaciones de pinar canario principalmente. Destacar la presencia testimonial de cedros canarios (Juniperus cedrus) repobladas de otras islas entre la Cruz de Tejeda y Artenara.

## Fauna

### Vertebrados
De la fauna verterbrada mencionar los peces introducidos en embalses, los dos anfibios presentes en las mismas áreas: la ranita meridional (Hyla meridionalis) y la rana común (Pelophylax perezii) y los reptiles con los endemismos grancanarios el lagarto gigante de Gran Canaria (Gallotia stehlini), la lisa variable grancanaria (Chalcides sexlineatus bistriatus) y la lisa rayada de Gran Canaria (Chalcides sexlineatus sexlineatus).
De los mamíferos mencionar la musaraña gris (Crocidura russula) y el murciélago montañero (Hypsugo savii).
La avifauna es la mejor representada y con gran variedad por los diferentes ecosistemas presentes. En los cantiles encontraremos al cernícalo, el búho chico, la palomia bravía o el cuervo, entre otras. En las zonas de pinares el endémico pico picapinos de Gran Canaria (Dendrocopos major thanneri). Además de otras especies como el busardo ratonero (Buteo buteo insularum), el gavilán (Accipiter nisus granti), el cernícalo canario (Falco tinnunculus canariensis) o el milano real (Milvus milvus).
Los bosques orientados al norte presentan poblaciones de pinzón común (Fringilla coelebs canariensis) además de otras como el petirrojo (Erithacus rubecula superbus), el herrerillo (Parus teneriffae hedwigii), el cuervo canario (Corvus corax canariensis), el pardillo común (Carduelis cannabina meadewaldoi), el mirlo canario (Turdus merula cabrerae), la alpispa (Motacilla cinerea canariensis), el jilguero (Carduelis carduelis parva), el mosquitero (Phylloscopus canariensis), el canario (Serinus canarius), el verderón común (Carduelis chloris aurantiiventris), entre otras.
En los embalses o charcas destacamos la alpispa, la abubilla (Upupa epops) o la garceta (Egretta garzetta), entre otras. Los que se alimentan del plancton aéreo podemos encontrar nidificantes como el vencejo unicolor (Apus unicolor), endemismo macaronésico, el vencejo pálido (Apus pallidus), el vencejo común (Apus apus), el raro vencejo real (Apus melba), la golondrina común (Hirundo rustica), el avión común (Delichon urbica), y las menos frencuentes, el avión zapador (Riparia riparia), el avión roquero (Hirundo rupestris) y la golondrina dáurica (Hirundo daurica).

### Invertebrados
De los invertebrados se tiene una lista de 777 especies en esta área protegida:
Los gasterópodos pulmonados presentan endemismos exclusivos de Gran Canaria como la chuchanguita (Napaeus indifferens), Napaeus moquinianus, la babosa boina de Machado (Plutonia machadoi), Plutonia nogalesi, la babosa de boina (Plutonia parryi) y Plutonia tamaranensis.
Los arácnidos presentan endemismos exclusivos como la Dydera arabisenen, la disdera de Bandama (Dysdera bandamae), la disdera de Los Tilos (Dysdera tilonensis), la araña patuda (Phlocus corcho y P. helenae) y Typhochrestus paradorensis.
Los malacostráceos con un endemismo exclusivo, el Porcellio babilonus. 
Los insectos, con la mayor representación de especies endémicas exclusivas de isla con 28 coleópteros como el brosco grancanario (Broscus glaber), el calato de Gran Canaria (Calathus angularis), el cucalán grancanario (Nesacinopus uytteboogaarti), el bolita trompón canaria (Cionus canariensis), entre otros muchos.
Los dípteros exclusivos Tipula macquarti lesnei, Dicranomyia intermedia y Sapromyza infumata
Los hemípteros exclusivos como el zapatero canario (Velia lindbergi), el chinche pijama (Graphosoma interruptum), Arytinnis nigralineata, Compsidolon parviceps, Xylocoris contiguus y Pionosomus alticola
Los himenópteros exclusivos como la abejita cumplida de Gran Canaria (Lasioglossum chalcodes canariense), la osmia de La Roche (Osmia larochei) y Tachysphex panzeri fortunatos. Además del endemismo canario, el abejón canario (Bombus canariensis).
Los lepidópteros exclusivos como la mariposa sátiro de Gran Canaria (Hipparchia tamadabae), la palomita candil de Gran Canaria (Noctua noacki distincta), Apatema junnilaineni, Epanastasis eupracta, Gnophos canariensis bartolomensi y Paranataelia whitei padroni. Además de los endemismos canarios como la mariposa verdirayada oriental (Euchloe belemia hesperidum), la limonera de Tenerife (Gonepteryx cleobule) y la mariposa capuchina común (Pieris cheiranthi cheiranthi)
Por último los tricópteros con dos endemismos exclusivos grancanarios, la frigánea de Frey (Stactobia freyi) y Tinodes arcuata.